# Snort
Snort是一套開放原始碼的網路入侵預防軟體與網路入侵檢測軟體。Snort使用了以偵測簽章（signature-based）與通訊協定的偵測方法。截至目前為止，Snort的被下載次數已達到數百萬次。 Snort被認為是全世界最廣泛使用的入侵預防與偵測軟體。
1998年，Martin Roesch撰寫了一個名為Snort的軟體，被其定位成簡單輕巧的入侵偵測軟體。 如今Snort的影響力遠廣布全世界。經過多年的發展，Snort已經成為一成熟且多功能的軟體，在入侵偵測與預防的領域中被廣泛使用。近來在侵入規則語言（rules language）和偵測功能的進步之下，Snort已成為最富彈性與精確的威脅偵測軟體之一。

## 使用簡介
Snort並非複雜難以操作的軟體。Snort可以三個模式進行運作：
- 偵測模式（Sniffer Mode）：此模式下，Snort將在現有的網域內擷取封包，並顯示在螢幕上。
- 封包紀錄模式（packet logger mode）：此模式下，Snort將已擷取的封包存入儲存媒體中（如硬碟）。
- 上線模式（inline mode）：此模式下，Snort可對擷取到的封包做分析的動作，並根據一定的規則來判斷是否有網路攻擊行為的出現。

## 外部連結
- Snort官方網站（页面存档备份，存于）
- Snort下載處（页面存档备份，存于）
- Snort官方使用手冊*（页面存档备份，存于）
- Snort討論區（需註冊）[永久]